# バークレー・バックストン

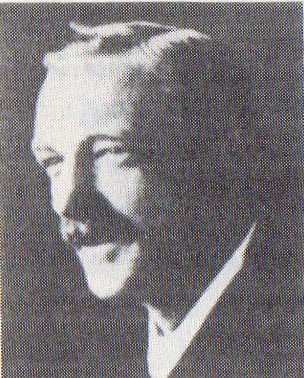
バックストン

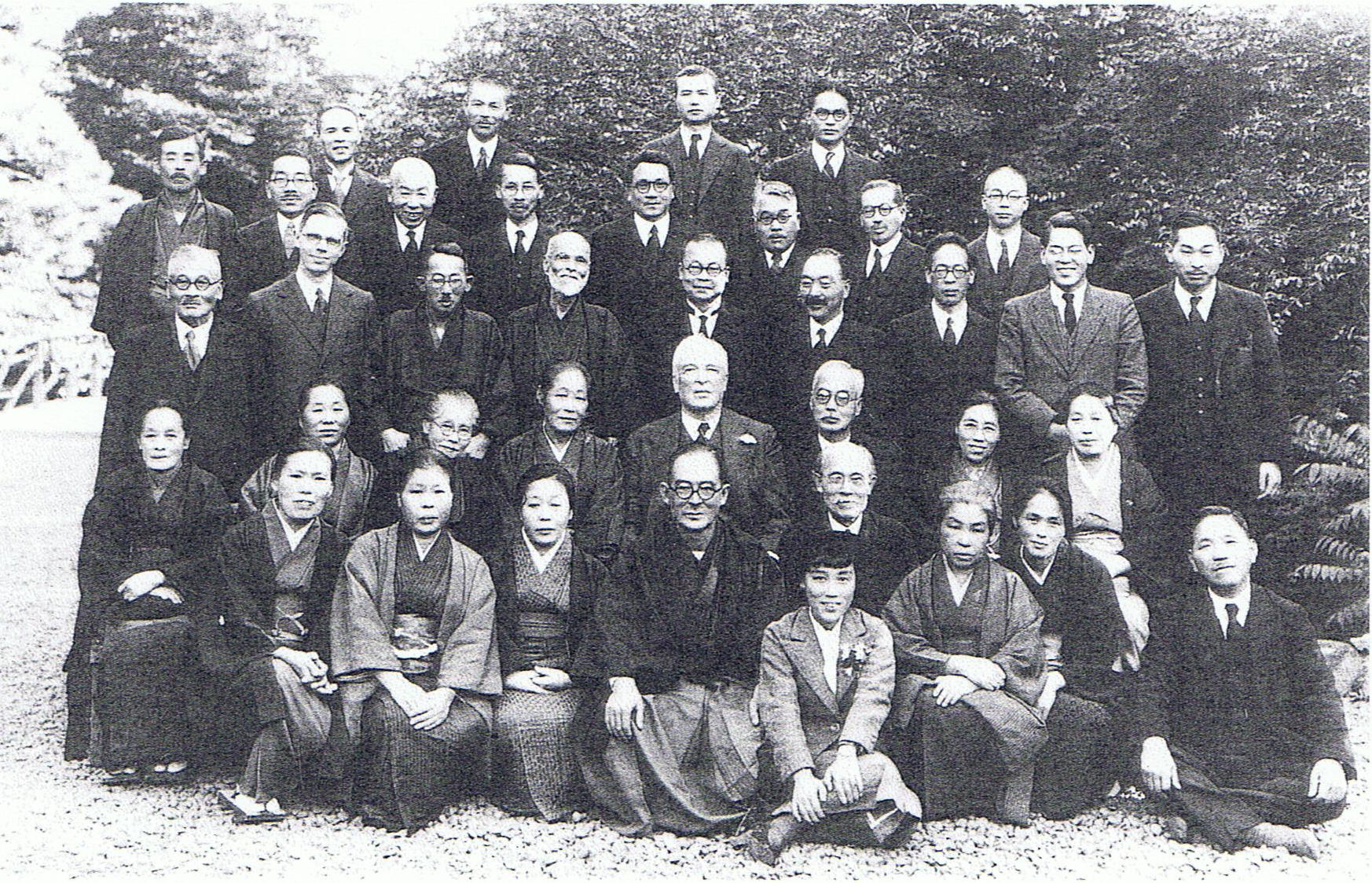
バークレー・バックストン最後の来日。三谷種吉らと。1937年

バークレー・フォーエル・バックストン（Barclay Fowell Buxton、1860年8月16日 - 1946年2月5日）は、1890年から1907年まで日本で活動したイギリスの聖公会の宣教師。司祭、牧師、神学校教師。聖霊に満たされることを強調して教えた。バックストンとその弟子たちは、日本の福音派の源流の一つ「松江バンド」と呼ばれるクリスチャン集団を形成したとされる。

## 経歴
- 1860年8月16日 イギリスのエセックス州レイトンにて、酒の醸造で成功していたバックストン家に生まれる。父は実業家トーマス・バックストン。祖父は英国新5ポンド札の中にも描かれている社会改革に尽くした政治家トーマス・バックストン（英語版）。(新5ポンド札の左側の集会の中のめがねをかけた人物がトーマス・バックストン)。
- 1874年 ハーロー校に入学
- 1879年 ケンブリッジ大学トリニティ・カレッジに入学。テニスやクリケットの選手としても活躍する。
- 1882年 D.L.ムーディーの集会で献身を決意する。
- 1884年 イタリア、エジプト、イスラエルを旅行する。英国国教会の教職のとしての按手礼をうけ執事に任命される。
- 1885年 5月29日に「きよめ」の経験をする[2]。この年、英国国教会の長老（司祭）となる。
- 1886年 建築家ウィリアム・レイルトン(ネルソン記念柱等を設計)の娘マーガレット・M・レイルトンと結婚
- 1890年 CMSミッション(英国国教会海外宣教局)の宣教師として庭師や家政婦などを伴い総勢9名で来日
- 1891年 島根県松江市に移る。（同じ年に小泉八雲も松江に赴任）
- 1893年 松江市内の赤山（現在の大本島根本苑）に修養道場を併設した自宅(1300坪)が完成。自宅を拠点に伝道活動、聖書講義を行う。聖書講義内容は『赤山講話』として出版される[3]。竹田俊造、三谷種吉、堀内文一らがバックストンのもとで修養生活を行う。エミー・カーマイケルがバックストンの元で15ヶ月間滞在。
- 1894年 休暇のためにイギリスへ一時帰国する。
- 1897年 バックストンの協力者としてバゼット・ウィルクス宣教師夫妻が来日。
- 1898年7月 - 1899年5月 イギリスに一時帰国。
- 1902年2月　イギリスに帰国。
- 1903年 バックストンとウィルクスがイギリスでケズィック・コンベンションに参加した際に、日本伝道隊を設立。バックストンが総理、ウィルクスが日本駐在主幹になる。
- 1904年 日本伝道隊が神戸を本拠地として日本での活動を始める（竹田俊造、御牧碩太郎、三谷種吉）。
- 1907年 日本伝道隊聖書学校(現:関西聖書神学校の前身)が神戸市平野に設立される。
- 1913年 - 1917年 再来日し伝道活動を再開。有馬や東京で聖会を開催する。神戸聖書学校で教鞭を執る。（この時の神学生に、沢村五郎、舟喜麟一、柘植不知人、佐藤邦之助、小島伊助、野畑新兵衛らがいる）
- 1921年 - 1935年 ロンドン郊外のタンブリッジウェルズの教会の牧師を努める。
- 1935年 牧師を引退し、ロンドン郊外のウィンブルドンに住む。リッジランド聖書学院の講義を受け持つ。

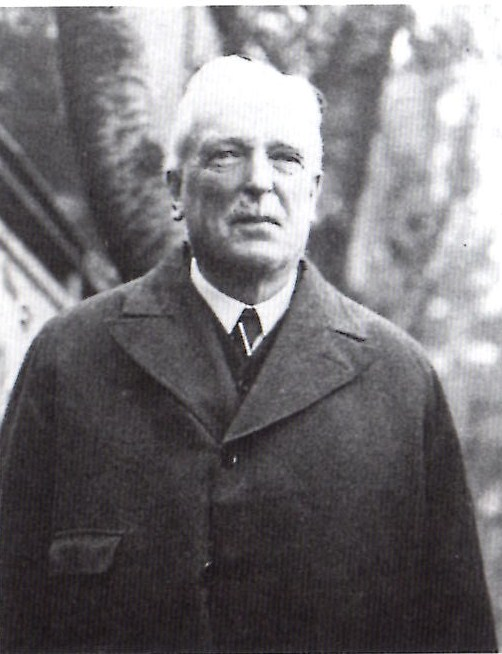
最後の来日時77歳頃のバックストン

- 1937年 再び来日し半年間全国を巡回し、125回の講演を行い、後にイギリスに帰る。
- 1946年2月5日 イギリスで死去（85歳）

## 弟子

### 松江時代
- 笹尾鉄三郎 - 東京聖書学院初代院長、淀橋教会牧師
- 竹田俊造 - 日本伝道隊の指導者
- 三谷種吉 - 日本伝道隊の指導者
- 堀内文一 - 日本自由メソジスト教団の創設者
- 米田豊 - バックストンの秘書、東京聖書学院教授、日本ホーリネス教団の指導者
- 大江邦治 - アライアンス教団の指導者

### 神戸時代
- 澤村五郎 - 聖書学舎（現、関西聖書神学校）創設者、校長
- 舟喜麟一 - 前橋キリスト教会牧師、福音伝道教団の指導者
- 野畑新兵衛 - 日本同盟基督教団の指導者、東京基督教短期大学の創設に関わる
- 鋤柄熊太郎 - 日本同盟基督教団の創設者、指導者
- 佐藤邦之助 - 日本イエス・キリスト教団香登教会牧師
- 柘植不知人 - 日本伝道隊、活水の群の創設者、リバイバリスト